# Наталевич Никифор Якович
Никифор Якович Наталевич (4 травня 1900, Орша, Могилівська губернія, Російська імперія — 28 березня 1964, місто Пенза, СРСР) — державний і партійний діяч БРСР. Депутат Верховної Ради СРСР 1—2-го скликань (1937—1950). Депутат Верховної Ради Білоруської РСР 1—2-го скликань (1938—1951). Член Бюро ЦК КП(б) Білорусі (1938—1948).

## Життєпис
Народився в багатодітній родині залізничника в місті Орші (за іншими даним — в селі Веравойша Оршанського повіту) Могилівської губернії. Трудову діяльність розпочав у дванадцятирічному віці. Працював чорноробом в поміщицькому маєтку, на цвяховий і лісопильному заводах, на вугільному складі, був ремонтним робітником на залізниці.
З 1917 по 1919 рік працював листоношею, конторником поштового відділення міста Орші Могильовської губернії. Навчався в народному училищі.
У 1919—1937 роках — у Червоній армії, учасник громадянської війни в Росії. У 1919 році служив червоноармійцем 2-го Вітебського запасного стрілецького полку. У 1919—1920 роках — писар базово-інженерного складу 5-ї армії РСЧА Східного фронту. У 1920—1921 роках служив діловодом Пермського окружного військово-інженерного складу, а в 1921—1922 роках — секретарем воєнкома окружного військово-інженерного управління Приуральського військового округу. У 1921 році закінчив вечірню школу II ступеня підвищеного типу в місті Пермі.
Член ВКП(б) з 1922.
У 1922—1924 роках — інструктор-організатор, діловод Політичного управління Західного військового округу.
У 1924—1926 роках — курсант Військово-політичної школи Західного військового округу.
З 1927 року — політичний керівник (політрук) роти 97-го стрілецького полку 33-й стрілецької дивізії Білоруського військового округу, а з 1928 року — політичний керівник (політрук) полкової школи. У 1932 році призначений інструктором при політичному відділі штабу 6-го стрілецького корпусу Білоруського військового округу.
У 1934 закінчив заочно Військово-політичну академію імені Толмачова в Ленінграді.
У 1937 році призначений помічником політичного керівника (політрука) 110-го стрілецького полку 37-ї стрілецької дивізії Білоруського військового округу, пізніше отримав звання батальйонного комісара і був призначений начальником політичного відділу 50-ї стрілецької дивізії Білоруського військового округу.
З 14 листопада 1937 по 25 липня 1938 року — виконувач обов'язків голови Центрального виконавчого комітету (ЦВК) Білоруської РСР. 
З 27 липня 1938 по 17 березня 1948 року — голова Президія Верховної Ради Білоруської РСР. З січня 1945 року був також головою Комісії «з увічнення пам'яті загиблих воїнів Червоної армії і партизан у Великій Вітчизняній війні за звільнення Білорусі».
У 1948—1950 роках — начальника Управління промислової кооперації при виконавчому комітеті Пензенської обласної ради депутатів трудящих.
У 1950—1951 роках — заступника директора по заочному відділенню Пензенського державного педагогічного інституту імені Бєлінського.
У 1951—1956 роках — начальника Управління по транспортному освоєнню та експлуатації малих рік при виконавчому комітеті Пензенської обласної ради депутатів трудящих.
У 1956—1960 роках — на господарській роботі в Мінську; начальних спиртотресту в місті Барановичі, директор м'ясокомбінату в місті Бресті Білоруської РСР.
З 1960 року — на пенсії в місті Пензі.
Помер 28 березня 1964 року, похований на Мироносицькому цвинтарі в місті Пензі.

## Нагороди
- орден Леніна (28.02.1939)
- два ордени Червоного Прапора (.09.1943, 15.08.1944)
- орден Червоної Зірки
- медалі